# Monterey Jazz Festival

Le Monterey Jazz Festival (MJF) se déroule tous les ans en septembre à Monterey en Californie depuis 1957.
En 1959, The Cal Tjader Modern Mambo Quintet ouvre le second Monterey Jazz Festival sous les acclamations du public (NB : Le premier Festival de jazz de Monterey était un échec financier. Tjader est connu pour avoir porté au plus haut les ventes de billet du second festival et pour l'avoir ainsi financièrement sauvé alors qu'il n'avait pas encore démarré).
Ce festival a invité quelques-uns des grands noms du Jazz, parmi eux Cal Tjader, Louis Armstrong, Miles Davis, Thelonious Monk, Dave Brubeck, Pat Metheny, Sarah Vaughan, Bola Sete, Sonny Rollins, Joe Henderson et Dizzy Gillespie.
En 2007 est inaugurée une série de disques présentant les concerts mémorables du festival.
En 2020 est annulé pour raisons de pandémie de COVID-19.

## Liste des invités par année
1958
Billie Holiday, Louis Armstrong and his All-Stars, Dizzy Gillespie, Ernestine Anderson avec Gerald Wiggins, Cal Tjader Sextet, John Lewis, Shelly Manne, Art Farmer, Milt Jackson, Gerry Mulligan, Harry James Orchestra, Sonny Rollins, Dave Brubeck Quartet, Buddy DeFranco, Shelly Manne & His Men, Max Roach, Modern Jazz Quartet, Lizzie Miles, Benny Carter, et d'autres…
1959
Tête d'affiche : Count Basie Orchestra avec Joe Williams, Oscar Peterson, Cal Tjader, Sarah Vaughan, Earl "Fatha" Hines, Jimmy Witherspoon, Woody Herman & the All Stars avec Ernestine Anderson, Charlie Byrd & Zoot Sims, Lizzie Miles, Ornette Coleman & Orchestra, et d'autres…
1960
Duke Ellington Orchestra, Jon Hendricks avec Miriam Makeba, Clarence Horatius "Big" Miller, Odetta, Jimmy Witherspoon, Louis Armstrong All-Stars, John Coltrane Quartet, Modern Jazz Quartet, Julian "Cannonball" Adderley, Ornette Coleman Quartet, Jimmy Rushing, André Previn Trio, et Helen Humes…
1961
Duke Ellington, Dizzy Gillespie Quintet, Dave Brubeck Quartet, John Coltrane Quartet w/Eric Dolphy & Wes Montgomery, Carmen McRae, George Shearing Quintet, Odetta, et Jimmy Rushing.
1962
Louis Armstrong All-Stars, Dizzy Gillespie Quintet, Carmen McRae, Dave Brubeck, Gerry Mulligan Quartet, Stan Getz Quartet, Quincy Jones & the Monterey Jazz Festival Orchestra.
1963
Carmen McRae, Miles Davis Quintet, Dizzy Gillespie Quintet, Dave Brubeck Quartet, Herbie Hancock, Thelonious Monk Quartet, Jon Hendricks, Harry James Orchestra, Jimmy Witherspoon, The Andrews Sisters & the Gospel Song, and Helen Merrill, Joe Sullivan.
1964
Duke Ellington Orchestra, Dizzy Gillespie Quintet, Miles Davis Quintet with Wayne Shorter, Herbie Hancock, Ron Carter & Tony Williams, Gerry Mulligan, Thelonious Monk Quartet, Lou Rawls, Joe Williams, Woody Herman, Art Farmer Quartet, et Big Mama Thornton.
1965
Louis Armstrong All-Stars, Duke Ellington Orchestra, Dizzy Gillespie Quintet with Mary Stallings, Cal Tjader Quintet, John Handy Quintet, Clark Terry, Earl "Fatha" Hines, Harry James New Swingin' Band avec Buddy Rich, Anita O'Day, Mary Lou Williams, et Ethel Ennis.
1966
Duke Ellington Orchestra, Count Basie Orchestra, Dave Brubeck Quartet, Don Ellis Orchestra, Gerry Mulligan, Cannonball Adderley Quintet, Carmen McRae, Big Mama Thornton, Jefferson Airplane, Jimmy Rushing, Muddy Waters Band, et Charles Lloyd.
1967
Têtes d'affiche du 10e anniversaire : T-Bone Walker, B. B. King, Richie Havens, the Clara Ward Singers, Dizzy Gillespie Quintet, Modern Jazz Quartet, Ornette Coleman Quartet, Carmen McRae, Earl "Fatha" Hines, Richie Havens, et Big Brother & The Holding Company avec Janis Joplin.
1968
Dizzy Gillespie Quintet, Count Basie Orchestra, Oscar Peterson Trio, Modern Jazz Quartet, Cal Tjader Quintet, Mel Tormé, B. B. King, Muddy Waters, Billy Eckstine, Big Mama Thornton, and George Duke Trio avec Third Wave.
1969
Miles Davis Quintet avec Wayne Shorter, Chick Corea, Dave Holland & Jack DeJohnette, Thelonious Monk Quartet, Sarah Vaughan, Joe Williams, Cannonball Adderley Quintet, Roberta Flack & Her Trio, Sly and the Family Stone, et Buddy Rich Band.
1970
Duke Ellington, Modern Jazz Quartet, Cannonball Adderley Quintet, Joe Williams, Johnny Otis Show w/Little Esther Phillips and Eddie "Cleanhead" Vinson, Woody Herman Orchestra, Buddy Rich Orchestra, Ivory Joe Hunter, Sonny Stitt & Gene Ammons.
: Clint Eastwood tournera une partie de son film Play Misty for Me" au festival en 1970, dont la bande originale est constituée en grande partie de jazz.
1971
Dave Brubeck Quartet, Oscar Peterson Trio, Sarah Vaughan, Carmen McRae, Erroll Garner, Jimmy Witherspoon & Friends, John Handy, et Mary Lou Williams.
1972
Modern Jazz Quartet, John Hendricks, Jimmy Witherspoon, Cal Tjader Quintet, Thelonious Monk, Sonny Rollins Quartet, Joe Williams, Herbie Hancock Septet, Quincy Jones Orchestra, et Roberta Flack.
:"Roberta Flack réveille le MJF en 1972, en interprétant son titre "The First Time Ever I Saw Your Face."
1973
Dizzy Gillespie Quintet, Carmen McRae, Bo Diddley, Dee Dee Bridgewater, Pointer Sisters, Buddy Rich, Clark Terry, Jon Hendricks, Milt Jackson, et Max Roach.
1974
Dizzy Gillespie, Sarah Vaughan, Cal Tjader, Jon Hendricks, Mongo Santamaría, Clark Terry, Bo Diddley, Anita O'Day, Big Joe Turner, James Cotton Blues Band, et Jerome Richardson.
1975
Dizzy Gillespie Quartet with Cal Tjader, Etta James, Bobby "Blue" Bland, Betty Carter, Blood, Sweat & Tears, et Sunnyland Slim.
1976
Dizzy Gillespie, Jon Faddis, Clark Terry, Cal Tjader Quintet, Paul Desmond Quartet, Jimmy Witherspoon, Bill Berry Big Band, Toshiko Akiyoshi/Lew Tabackin Band, Helen Humes, Heath Brothers, Eje Thelin Quartet, Gerald Wilson, Queen Ida et the Bon Temps Zydeco Band.
1977
20th Anniversary headliners Cal Tjader, Joe Williams, Benny Carter, George Duke, Tito Puente Orchestra, Horace Silver Quintet, Gerald Wilson, et The Neville Brothers.
1978
Dizzy Gillespie, Albert Collins, Kenny Burrell, The Hi-Lo's, Billy Cobham, Bob Dorough, Dexter Gordon Quartet, et Ruth Brown / Tony Cook.
1979
Diane Schuur, Joe Williams, Aaron Neville, Sonny Stitt, Richie Cole, Flora Purim, Red Mitchell, Scott Hamilton, Earl King, Stan Getz Quintet, Helen Humes, Woody Herman, The Buddy Rich Band, Woody Shaw Quintet, et James Booker.
1980
Sarah Vaughan, Cal Tjader Quartet, Freddie Hubbard Quintet, Manhattan Transfer, Big Joe Turner, et The Dave Brubeck Quartet.

## Discographie
- 1959 - Cal Tjader : Concert by the Sea, Vol. 1 ∫ Fantasy Records / Fantasy LP 3295 (Mono) & LP 8038 (Stéréo)
- 1959 - Cal Tjader : Concert by the Sea, Vol. 2 ∫ Fantasy Records / Fantasy LP 3341 (Mono) & LP 8098 (Stéréo)
- 1966 - Bola Sete : At The Monterey Jazz Festival ∫ Verve Records / Verve V 8690 (Mono) & V6 8690 (Stéréo)
- 1973 - Cal Tjader : Monterey Concerts (Réédition de 1959) ∫ Prestige Records / Prestige PR 24026 (LP) & PRCD 24026-2 (CD)
- Sarah Vaughan : Live At The 1971 Monterey Jazz Festival
- Thelonious Monk : Live At The 1964 Monterey Jazz Festival
- Dizzy Gillespie : Live At The 1965 Monterey Jazz Festival
- Louis Armstrong : Live At The 1958 Monterey Jazz Festival
- Miles Davis : Live At The 1963 Monterey Jazz Festival
- Tito Puente : Live At The 1977 Monterey Jazz Festival